# Svatopluk Kapounek
Svatopluk Kapounek (* 1. ledna 1978 Znojmo) je český ekonom a vysokoškolský učitel, od února 2023 děkan Provozně ekonomické fakulty Mendelovy univerzity v Brně (PEF MENDELU). 
V letech 1997 až 2001 absolvoval studium financí na Provozně ekonomické fakultě Mendelovy univerzity v Brně, na stejné fakultě později získal i titul Ph.D. Během studia krátce podnikal, v letech 1997 až 2015 totiž spoluvlastnil a také řídil hotel v Brně. Na MENDELU pracoval od roku 2007, v roce 2010 se habilitoval. V letech 2002 až 2024 působil na Ústavu financí, v letech 2021 až 2023 působil jako jeho vedoucí. V roce 2024 se ústav přeměnil na Ústav financí a účetnictví. V letech 2014 až 2022 působil jako proděkan PEF MENDELU pro výzkum, v letech 2018 až 2020 byl viceprezident a v letech 2020 až 2022 prezident České ekonomické společnosti. V letech 2022 až 2023 byl prorektorem Mendelovy univerzity pro tvůrčí činnost.
V lednu 2023 byl zvolen děkanem PEF MENDELU, když poměrem 8:7 hlasům porazil proděkanku Martinu Rašticovou. V únoru téhož roku tak ve funkci vystřídal Pavla Žufana, který na funkci děkana rezignoval v souvislosti s neuspokojivými výsledky kontroly Národního akreditačního úřadu na fakultě. Krátce po nabytí funkce se zasadil o vypsání nových výběrových řízení na funkce všech vedoucích ústavů na fakultě a další personální i organizační změny, zejména v oblasti doktorského studia.
Kapounek se odborná zabývá finančnictvím, kapitálovými trhy, měnovou politikou, ekonometrií a bankovnictvím.